# Le Démon de midi (film, 2005)
Pour les articles homonymes, voir Le Démon de midi.
Pour plus de détails, voir Fiche technique et Distribution.
Le Démon de midi est une comédie française de Marie-Pascale Osterrieth, sorti en 2005.
Le film est tiré de la bande dessinée éponyme de Florence Cestac publié en 1996.

## Synopsis
Anne a tout pour être heureuse, un mari attentionné, un fils adorable, mais au cap de la quarantaine, son mari tombe amoureux d'une fille plus jeune qu'elle et à partir de là, le parcours du combattant commence. Anne doit gérer sa nouvelle vie, tente de récupérer son mari, essaye de l'oublier dans les bras d'autres hommes. Cette comédie reflète une partie de la vie de Michèle Bernier et de sa rupture.

## Fiche technique
Sauf indication contraire, les informations mentionnées dans cette section peuvent être confirmées par la base de données cinématographiques IMDb,  présente dans la section « Liens externes ».
- Titre original : Le Démon de midi
- Réalisation : Marie-Pascale Osterrieth
- Scénario et dialogues : Marie-Pascale Osterrieth et Michèle Bernier, d'après la bande dessinée de Florence Cestac
- Musique : Jacques Davidovici
- Décors : Olivier Jacquet
- Costumes : Laurence Chalou
- Photographie : Charles Van Damme
- Son : Henri Morelle, Christian Fontaine, Carl Goetgheluck
- Montage : Guy Lecorne[1]
- Production : Claude Berri
  - Production exécutive : Pierre Grunstein[1]
  - Production associée : Nathalie Rheims[1]
- Sociétés de production[2] : Pathé Renn Productions, en coproduction avec Hirsch Production et TF1 Films Production, avec la participation de la Banque Populaire Images 5 et du CNC
- Sociétés de distribution[3] : Pathé Distribution (France)
- Budget : 7 318 754 €[4]
- Pays de production :  France
- Langue originale : français
- Format[5] : couleur - 35 mm
- Genre : comédie, romance
- Durée : 90 minutes
- Dates de sortie[6] :
  - France : 22 juin 2005
  - Belgique : 28 septembre 2005[7]
- Classification :
  - France : tous publics[8]
  - Belgique : tous publics (Alle Leeftijden)[7]

## Distribution
Sauf indication contraire, les informations mentionnées dans cette section peuvent être confirmées par la base de données cinématographiques IMDb,  présente dans la section « Liens externes ».
- Michèle Bernier : Anne Cestac
- Simon Abkarian : Julien Cestac
- Claudia Cardinale : elle-même
- Mathis Arguillère : Pierre
- Hiam Abbass : Rim
- Alexandra Pandev : Alex
- Florence Viala : Maude
- Julie-Anne Roth : Claire
- Zinedine Soualem : Samir
- Toni Garrani : Nino
- Jean-Marc Bihour : Tristan
- Stéphane Hillel : Gabby
- Jean-Luc Lemoine : Raphaël
- Jérôme Pouly : Didier
- Aylin Yay : la mère d'Anne
- Olivia Brunaux : la mère de Didier
- Jean-Louis Foulquier : le père d'Anne
- Gabriel Le Doze : Le philosophe
- Nathalie Krebs : la pharmacienne
- Jean-Luc Revol : le metteur en scène
- Gabrielle Lopes Benites : Anne enfant
- Mehdi Djéroudi : Didier enfant
- Annie Mercier : La grand-mère d'Anne
- Xing Xing Cheng : Li
- Riton Liebman : Le maître-nageur
- Souria Adèle : La maman devant l'école #1
- Aude Thirion : La maman devant l'école #2
- Isabelle Thomas : La maman devant l'école #3
- Marie-Lorna Vaconsin : La jeune bombe
- Nathalie Bienaimé : Jessica
- Bertrand Lacy : L'employé de banque
- Éric Naggar : L'avocat
- Patrick Fierry : Antoine
- Christian Sinniger : François
- Philippe Barronnet : L'ami de Bordeaux
- Jean Dell : Le maire
- Marc Faure : Le ministre
- Roland Marchisio : Le médecin accoucheur
- Marithé Blot : La sage femme
- Bruno Chapelle : L'ouvrier
- Anne Girouard : La boulangère
- Isabelle de Botton : La gérante du pressing
- Vincent Dubois : Le fleuriste
- Michel Pilorgé : Le boucher
- Ricky Tribord : Le facteur
- Bruno Auger : Le client "gnou"
- Thomas Vandenberghe : Un passant
- Jyjou : La statue à Montmartre
- Laurent Saint-Gérard : L'assistant au théâtre #1
- Alexandre Styker : L'assistant au théâtre #2
- Jean-Christian Fraiscinet : Le spectateur vicieux
- Jean-François Lescurat : Gennaro
- Abdelhard Metalsi : Ahmed
- Samad Chahet : Nabil
- Celine Lombard :
- Eddy Saccomani : Le serveur italien

## Accueil

### Box-office
- Box-office France : 72 013 entrées[9]
- Lieux de tournage : Paris[10] et Région parisienne[11]

## Distinctions
En 2006, Le Démon de midi a été sélectionné 2 fois dans diverses catégories et n'a remporté aucune récompense.

### Nominations
- Bidets d'Or 2006 : Bidet d'Or de la fausse bonne idée.
- Gérards du cinéma 2006 : Gérard de la Plus mauvaise actrice pour Michèle Bernier.

## Éditions en vidéo
- Date de sortie DVD : 25 janvier 2006
- Date de sortie VOD : 14 août 2009